# Gletterens
Gletterens est une localité et une commune suisse du canton de Fribourg, située dans le district de la Broye.

## Géographie
Selon l'Office fédéral de la statistique, Gletterens mesure 2,92 km2. 20,1 % de cette superficie correspond à des surfaces d'habitat ou d'infrastructure, 51,5 % à des surfaces agricoles, 16,0 % à des surfaces boisées et 12,3 % à des surfaces improductives.
Située au bord du lac de Neuchâtel, Gletterens est limitrophe de Delley-Portalban et Vallon, ainsi que de Grandcour et Chevroux dans le canton de Vaud.

## Démographie
Selon l'Office fédéral de la statistique, Gletterens possède 1 118 habitants en 2022. Sa densité de population atteint 383 hab./km².
Le graphique suivant résume l'évolution de la population de Gletterens entre 1850 et 2008 :

## Transport
- Gare de Domdidier, sur la ligne ferroviaire Lausanne - Payerne - Morat - Kerzers à 10 km
  - Bus Fribourg - Domdidier - Gletterens
- Autoroute A1, Lausanne - Yverdon - Berne, Sortie 28 (Avenches)

## Tourisme
La commune compte sur son territoire la reconstitution d'un village néolithique lacustre.